# Columbia (przylądek)
Przylądek Columbia − najdalej wysunięty na północ punkt Kanady, a także Wyspy Ellesmere’a. Znajduje się u wybrzeży Morza Lincolna. Należy do  terytorium Nunavut. Podczas wyprawy na biegun północny, 1 marca 1909 przybyła tu ekspedycja arktyczna, w skład której wchodzili Robert Edwin Peary oraz jego służący Matthew Henson.